# Hotmail
Hotmail (ранее известен как HoTMaiL, MSN Hotmail и Windows Live Hotmail) — закрытый сервис электронной почты, входивший в состав сервисов Windows Live и MSN, предоставлявший доступ через веб-интерфейс, POP3, DeltaSync и Exchange Activesync. Будучи одним из первых бесплатных почтовых сервисов, к середине 2012 года он являлся крупнейшим в мире почтовым сервисом. 3 апреля 2013 года почтовый сервис Hotmail был закрыт, пользователям было предложено перейти на Outlook.com.

## История
Идея веб-почты принадлежала Джеку Смиту, бизнес-план подготовил Сабир Бхатия. Коммерческое функционирование под маркой «HoTMaiL» началось 4 июля 1996 года в день независимости США, что символизировало свободу от интернет-провайдеров.
Сервис был приобретён корпорацией Microsoft в 1997 году, по разным оценкам, приблизительно за $400 млн, и вскоре после этого был переименован в «MSN Hotmail».
В 1999 году в сервисе обнаружена серьёзная уязвимость — возможно было войти в любую учётную запись с паролем «eh».
Служба «Windows Live Hotmail» была анонсирована 1 ноября 2005, бета-версия была выпущена для нескольких тысяч тестеров, энтузиасты, желавшие опробовать обновлённую версию веб-почты, могли запросить приглашение для предоставления доступа, к концу 2006 года количество бета-тестеров достигло около миллиона человек. Новый сервис был написан с нуля и подчеркнул три основных концепции: «Быстрее, проще и безопаснее». Microsoft также планировала отказаться от бренда Hotmail в пользу «Windows Live Mail», но по многочисленным просьбам пользователей вскоре вернулись к уже привычному многим бренду Hotmail. и переименовала сервис в «Windows Live Hotmail». Запуск обновлённого почтового сервиса состоялся в апреле 2007 года, заменив собой MSN Hotmail.
Последняя версия была выпущена в 2011 году. С ней сервис имел неограниченное пространство для хранения писем, интеграцию с сервисом обмена мгновенными сообщениями (Windows Live Messenger), календарём (Hotmail Calendar), файл-хостингом (Windows Live SkyDrive). По данным ComScore, на июнь 2012 года Hotmail являлся крупнейшим почтовым сервисом с 324 млн человек, после него в рейтинге шли Gmail и почта Yahoo!. Был доступен на 36 различных языках. При регистрации новых пользователей Hotmail можно было выбрать домены: @hotmail.com, @live.com, @msn.com и @live.ru.
31 июля 2012 года Microsoft представила предварительную версию нового почтового сервиса Outlook.com, который заменил Hotmail в 2013 году как торговую марку. Пользователи Hotmail были переведены на Outlook.com, при этом сохранена возможность регистрации адресов с доменом @hotmail.com.